# Patty Duke
Anna Marie "Patty" Duke (14 tháng 12 năm 1946 – 29 tháng 3 năm 2016) là một diễn viên kịch, diễn viên truyền hình người Mỹ. Bà sớm trở thành một ngôi sao trẻ tuổi, giành giải Oscar cho diễn viên phụ xuất sắc nhất ở tuổi 16 nhờ vai diễn Helen Keller trong phim The Miracle Worker (1962). Một năm sau bà đã cho ra mắt chương trình truyền hình riêng của mình mang tên The Patty Duke Show.
Sau đó bà tham gia những vai diễn trưởng thành hơn như vai  Neely O'Hara trong phim Valley of the Dolls(1967). Trong suốt sự nghiệp của mình, bà nhận được mười đề cử giải Emmy và ba giải Emmy Awards, và hai giải Quả cầu vàng. Bà cũng từng là chủ tịch của Screen Actors Guild từ 1985 – 1988.. Bà đã được chẩn đoán mắc chứng rối loạn lưỡng cực vào năm 1982, sau đó bà đã dành nhiều thời gian của mình để ủng hộ giáo dục công cộng về các vấn đề sức khỏe tâm thần. Bà qua đời vào ngày 29 Tháng 3 năm 2016.

## Tiểu sử
Anna Marie "Patty" Duke được sinh ra tại Elmhurst, Queens, New York,là con út trong gia đình có 3 anh chị em. Cha của bà là John Brock Duke là một tài xế Taxi,mẹ của bà là Frances (nhũ danh McMahon) là một kế toán viên.Bà mang 2 dòng máu Đức và Ailen.
Bà với anh trai Raymond và cô em gái Carol đã phải trải qua một thời thơ ấu khó khăn. Cha của bà là một người nghiện rượu, và mẹ của bà bị  mắc bệnh trầm cảm lâm sàng và có khuynh hướng bạo lực.